# سلامة الهيدروجين

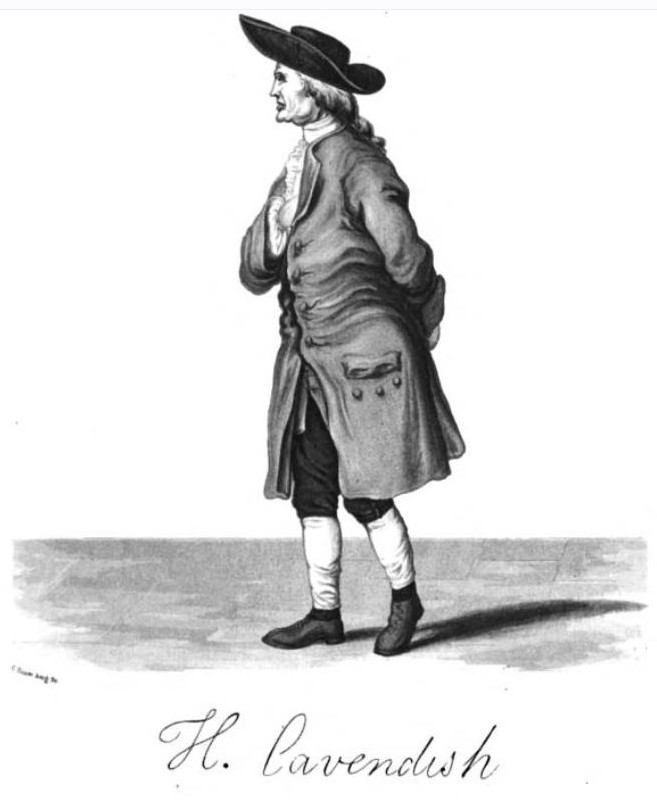
هنري كافيندش، مكتشف الهيدروجين

سلامة الهيدروجين تغطي سلامة الهيدروجين الإنتاج الآمن ومناولة واستخدام الهيدروجين - وخاصة وقود غاز الهيدروجين والهيدروجين السائل. حيث يكون القلق الرئيسي في العمل مع الهيدروجين هو القابلية للاشتعال.

## نبذة
يمتلك الهيدروجين أعلى تصنيف على مقياس قابلية الاشتعال لأنه قابل للاشتعال عند مزجه حتى بكميات صغيرة مع الهواء العادي. غاز الهيدروجين والهواء العادي يمكن أن يشتعل عند انخفاض الهواء بنسبة 4 ٪ بسبب الأكسجين في الهواء والبساطة والخصائص الكيميائية للتفاعل. ومع ذلك، فإن الهيدروجين لا يوجد لديه تقدير لخطر فطري للتفاعل أو السمية. يشكل تخزين واستخدام الهيدروجين تحديات فريدة من نوعها بسبب سهولة التسرب كوقود غازي، واشتعال منخفض الطاقة ومجموعة واسعة من خلائط الوقود والهواء القابلة للاحتراق والطفو وقدرته على تقطير المعادن التي يجب حسابها لضمان أمان العملية. يشكل الهيدروجين السائل تحديات إضافية بسبب كثافته ودرجات الحرارة المنخفضة للغاية اللازمة للحفاظ عليه في شكل سائل.

## الملخص
- لأكثر من 40 عامًا استخدمت الصناعة الهيدروجين بكميات كبيرة كمواد كيميائية صناعية ووقود لاستكشاف الفضاء. خلال ذلك الوقت، طورت الصناعة بنية تحتية لإنتاج وتخزين ونقل واستخدام الهيدروجين بأمان.[6]
- يعتبر غاز الهيدروجين وقودًا عاليًا للغاية. يحترق بسرعة لا تصدق ويمكن أن تنتج قوة لا تصدق. ولكن مع انخفاض كثافة الطاقة عن البنزين ، يتم استخدامه في الأغلب للتطبيقات التي تتطلب كميات هائلة من الطاقة الآنية - مثل الصواريخ ومركبات الفضاء. على سبيل المثال، تم استخدامه لتشغيل مكوك الفضاء.[7]
- يستخدم الهيدروجين السائل في بعض الأحيان كوقود هيدروجين مكثف للغاية.
- يستخدام الهيدروجين الغازي كمبرد للمولدات الكهربائية في محطات الطاقة.
- يستخدم الهيدروجين كمادة وسيطة في العمليات الصناعية بما في ذلك إنتاج الأمونيا والميثانول.

## الوقاية
يتجمع الهدروجين تحت أسقف وبقايا حيث يشكل خطرًا للانفجار. أي مبنى يحتوي على مصدر محتمل للهيدروجين يجب أن يكون به تهوية جيدة وأنظمة قوية لإطفاء الإشعال لجميع الأجهزة الكهربائية، ويفضل أن يكون مصممًا لسقف يمكن تفجيره بأمان بعيدًا عن بقية الأبنية في الانفجار.تسمح أجهزة استشعار الهيدروجين بالكشف السريع عن تسربات الهيدروجين للتأكد من أنه يمكن تهوية الهيدروجين وتتبع مصدر التسرب. كما هو الحال في الغاز الطبيعي ، يمكن إضافة رائحة إلى مصادر الهيدروجين من أجل الكشف عن وجود تسرب من قبل الرائحة. في حين أنه من الصعب رؤية النيران الهيدروجينية بالعين المجردة، إلا أنها تظهر بسهولة على كاشفات اللهب للأشعة فوق البنفسجية / الحمراء.

## حوادث
تم تصوير الهيدروجين في الصحافة كوقود أخطر نسبيا والهيدروجين في الحقيقة يمتلك أكبر مجموعة من المتفجرات / الإشعال مع الهواء من جميع الغازات باستثناء الأسيتيلين. ومع ذلك، فإن هذا يخفف من حقيقة أن الهيدروجين يرتفع بسرعة وينتشر قبل الاشتعال، وما لم يكن الهروب في منطقة مغلقة وغير مستخدمة، فمن غير المرجح أن يكون خطيرا. وقد أظهرت التظاهرات أن حريق الوقود في سيارة تعمل بالهيدروجين يمكن أن تحترق بالكامل مع ضرر بسيط على السيارة، في تناقض صارخ مع النتيجة المتوقعة في سيارة تعمل بالبنزين خلال حادث فوكوشيما النووي عام 2011 ، تضررت ثلاثة مبان للمفاعلات بسبب انفجارات الهيدروجين إلى مبنى المفاعل حيث تم مزجه مع الهواء وانفجر.